# Red Sweeney's Defeat
Red Sweeney's Defeat è un cortometraggio muto del 1913 diretto da Tom Ricketts.

## Produzione
Il film fu prodotto dall'American Film Manufacturing Company come Flying A.

## Distribuzione
Distribuito dalla Mutual Film, il film uscì nelle sale cinematografiche USA il 13 settembre 1913.